# Référendum constitutionnel burundais de 2018
Un référendum constitutionnel a lieu le 17 mai 2018 au Burundi. Les électeurs sont amenés à se prononcer sur une modification de la Constitution visant principalement à permettre au président Pierre Nkurunziza, au pouvoir depuis 2005, de se présenter pour un quatrième mandat, dont la durée serait allongée par un passage du quinquennat au septennat.
La mise en place de ce scrutin intervient dans la continuité de la réélection très controversée de Nkurunziza en 2015 et qui avait débouché sur une crise pré puis post-électorale, précédée d'une tentative avortée de coup d'État de la part d'une partie de l'armée, et d'une vive remontée des tensions inter ethniques au Burundi.
La révision de la constitution est approuvée à une large majorité des suffrages.

## Contexte
Le 12 mai 2017, un avant-projet de révision de la constitution du Burundi est annoncé.
Le projet final est annoncé le 25 octobre 2017.L'amendement créé un poste de Premier ministre et effectue le passage du quinquennat au septennat pour le mandat du président de la République, qui ne devient renouvelable qu'une seule fois de manière consécutive, contre deux fois dans le projet initial. En remettant les compteurs constitutionnels à zéro, cette réforme permet néanmoins au président en exercice Pierre Nkurunziza de briguer un quatrième mandat en 2020 après trois quinquennats. De fait, l'accord d'Arusha est abrogé, celui ci interdisant à un président le maintien au pouvoir plus de dix ans. De même, il est mis fin au système des deux vice-présidences réparties entre les communautés hutu et tutsi, un seul vice-président restant désormais, privé de la majorité de ses attributions.  Au niveau législatif, enfin, le seuil d'adoption des lois passe des deux tiers à la majorité absolue, mettant fin à une disposition à l'époque mise en place pour forcer au consensus entre les deux ethnies. Les quotas de 60 % de Hutus et 40 % de Tutsis au gouvernement et au Parlement, ainsi que la parité dans l'armée et la police sont néanmoins maintenus. Enfin, le texte prévoit également la possibilité de rétablir la monarchie.
La campagne électorale pour le référendum est marquée en janvier 2018 par des arrestations d'opposants par le pouvoir burundais. Le référendum est ensuite fixé au 17 mai 2018,.

## Campagne
La période de campagne officielle s'ouvre deux semaines avant le scrutin. L'opposition appelle au boycott, tandis que le gouvernement répond en punissant de trois ans d'emprisonnement les appels à ne pas voter, par décret présidentiel.

## Résultat
| Choix                    | Votes     | %     |
| ------------------------ | --------- | ----- |
| Pour                     | 3 359 493 | 79,08 |
| Contre                   | 888 564   | 20,92 |
|                          |           |       |
| Votes valides            | 4 248 057 | 92,62 |
| Votes blancs             | 150 404   | 3,28  |
| Votes nuls               | 188 283   | 4,10  |
| Total                    | 4 586 730 | 100   |
| Abstention               | 181 424   | 3,80  |
| Inscrits / Participation | 4 768 154 | 96,20 |

| Votes Pour (79,08 %) |  |  | Votes Contre (20,92 %) |
| ▲                    |  |  |                        |
| Majorité absolue     |  |  |                        |

### Suites
À la surprise générale, Pierre Nkurunziza annonce le 7 juin 2019 ne pas être candidat à sa succession en 2020, malgré le feu vert de sa révision constitutionnelle. Rappelant sa promesse en 2015 de ne pas chercher à se maintenir après son troisième mandat, il assure ne pas avoir l'intention de revenir dessus. L'opposition reste cependant prudente, mettant en doute la parole du chef d'état après les évènements de 2015 et la rupture de l'Accord d'Arusha.
Les délégués du CNDD-FDD choisissent leur candidat à la présidence lors d'un congrès organisé le 26 janvier 2020 à Gitega, dans le centre du pays. Leur choix se pose sur Évariste Ndayishimiye, général  de 52 ans dont le discours reflète la tournure chrétienne évangélique prise par le parti depuis la crise de 2015. Ndayishimiye assure ainsi avoir reçu des « signes » de « Dieu le Tout-Puissant » pour ce « destin hors du commun », tel le passage d'un pigeon s'étant posé sur la tête de son épouse,.